# Encore (album của Eminem)
Encore (viết cách điệu: ƎNCORE) là album phòng thu thứ năm của rapper người Mỹ Eminem, phát hành ngày 12 tháng 11 năm 2004 bởi Aftermath Entertainment, Shady Records và Interscope Records. Ban đầu được lên kế hoạch như là album cuối cùng của Eminem, đĩa nhạc kết hợp chủ đề và lời bài hát với khuynh hướng hài hước hơn những dự án trước của anh. Nội dung ca từ của Encore đề cập đến những chủ đề liên quan đến tuổi thơ và những mối quan hệ trong gia đình của nam rapper, sự chỉ trích nhắm đến Tổng thống Hoa Kỳ thứ 43 George W. Bush, nhại lại ca sĩ Michael Jackson và diễn viên Christopher Reeve, cũng như mối bất hòa của anh với một số rapper đồng nghiệp như Benzino, Canibus và Ja Rule. Đĩa nhạc vấp phải nhiều tranh cãi bởi phần lời mang tính chất công kích, thậm chí khiến Cơ quan Mật vụ Hoa Kỳ phải xem xét những ca từ liên quan đến Bush. Hầu hết những bản nhạc từ Encore được đồng sản xuất bởi Eminem và cộng tác viên quen thuộc của anh Dr. Dre, bên cạnh sự tham gia đóng góp từ Luis Resto, Mike Elizondo và Mark Batson. Ngoài ra, đĩa nhạc còn có sự góp giọng của Dr. Dre, 50 Cent, Nate Dogg, Obie Trice, Stat Quo và D12.
Trong quá trình thực hiện Encore, một số bài hát dự định là một phần của album đã bị rò rỉ trực tuyến trước khi ra mắt chính thức, khiến Eminem phải gấp rút sáng tác và thu âm những bản nhạc mới. Sau khi phát hành, album nhận được những phản ứng trái chiều từ các nhà phê bình âm nhạc, trong đó họ coi đây là sự thụt lùi lớn so với ba album phòng thu trước của nam rapper và chỉ trích phần sau của tác phẩm sở hữu một số bài hát tệ nhất trong sự nghiệp của nam rapper. Tuy nhiên, Encore vẫn gặt hái những thành tích vượt trội về mặt thương mại khi thống trị các bảng xếp hạng tại Úc, Canada, Pháp, Đức, Ireland, New Zealand, Thụy Sĩ và Vương quốc Anh, cũng như lọt vào top 10 ở hầu hết những quốc gia còn lại, bao gồm vươn đến top 5 ở nhiều thị trường lớn như Áo, Hà Lan, Nhật Bản, Na Uy, Tây Ban Nha và Thụy Điển. Album ra mắt ở vị trí số một trên bảng xếp hạng Billboard 200 với 710,000 bản sau ba ngày, đánh dấu album quán quân thứ ba của Eminem tại Hoa Kỳ. Encore bán được 871,000 bản trong tuần tiếp theo và nâng tổng doanh số sau mười ngày đạt 1.5 triệu bản, trước khi được chứng nhận năm đĩa Bạch kim bởi Hiệp hội Công nghiệp Ghi âm Hoa Kỳ (RIAA).
Bốn đĩa đơn đã được phát hành từ album. "Just Lose It" được chọn làm đĩa đơn mở đường và đạt ngôi vị đầu bảng tại một số quốc gia và lãnh thổ, đồng thời đạt vị trí thứ sáu trên bảng xếp hạng Billboard Hot 100 tại Hoa Kỳ. Ba đĩa đơn còn lại như "Like Toy Soldiers", "Mockingbird" và "Ass Like That" cũng vươn đến top 10 ở nhiều thị trường nổi bật. Ngoài ra, "Just Lose It" và "Mockingbird" còn nhận được đề cử giải Grammy ở hạng mục Trình diễn solo rap nam xuất sắc nhất trong hai năm liên tiếp. "Mosh" và "Encore" cũng được phát hành như đĩa đơn quảng bá, trong đó bài hát chủ đề nhận được đề cử giải Grammy cho Trình diễn rap xuất sắc nhất của bộ đôi hoặc nhóm nhạc. Để quảng bá cho đĩa nhạc, Eminem trình diễn trên một số chương trình truyền hình và lễ trao giải lớn, như Top of the Pops, Total Request Live, giải thưởng Âm nhạc MTV Châu Âu năm 2004 và giải Điện ảnh của MTV năm 2005. Encore sau đó gặt hái một đề cử giải Grammy ở hạng mục Album rap xuất sắc nhất tại lễ trao giải thường niên lần thứ 48. Trong những năm tiếp theo, nam rapper tạm ngưng hoạt động và chỉ trở lại ngành công nghiệp âm nhạc với việc phát hành Relapse (2009).

## Danh sách bài hát
| Encore – Phiên bản tiêu chuẩn | Encore – Phiên bản tiêu chuẩn                                   | Encore – Phiên bản tiêu chuẩn                                           | Encore – Phiên bản tiêu chuẩn | Encore – Phiên bản tiêu chuẩn |
| STT                           | Nhan đề                                                         | Sáng tác                                                                | Sản xuất                      | Thời lượng                    |
| ----------------------------- | --------------------------------------------------------------- | ----------------------------------------------------------------------- | ----------------------------- | ----------------------------- |
| 1.                            | "Curtains Up"                                                   |                                                                         |                               | 0:46                          |
| 2.                            | "Evil Deeds"                                                    | Marshall Mathers Andre Young Mike Elizondo Mark Batson Chris Pope       | Dr. Dre                       | 4:19                          |
| 3.                            | "Never Enough" (hợp tác với 50 Cent và Nate Dogg)               | Mathers Young Elizondo Curtis Jackson Nathaniel Hale                    | Dr. Dre Elizondo              | 2:39                          |
| 4.                            | "Yellow Brick Road"                                             | Mathers Luis Resto Steve King                                           | Eminem Resto [a]              | 5:46                          |
| 5.                            | "Like Toy Soldiers"                                             | Mathers Resto Marta Marrero Michael Jay Margules                        | Eminem Resto [a]              | 4:56                          |
| 6.                            | "Mosh"                                                          | Mathers Young Elizondo Mark Batson Pope                                 | Dr. Dre Batson                | 5:17                          |
| 7.                            | "Puke"                                                          | Mathers Resto King Brian May                                            | Eminem Resto [a]              | 4:07                          |
| 8.                            | "My 1st Single"                                                 | Mathers Resto                                                           | Eminem Resto [a]              | 5:02                          |
| 9.                            | "Paul" (skit)                                                   |                                                                         |                               | 0:32                          |
| 10.                           | "Rain Man"                                                      | Mathers Young Elizondo Batson Pope                                      | Dr. Dre                       | 5:14                          |
| 11.                           | "Big Weenie"                                                    | Mathers Young Elizondo Batson Pope                                      | Dr. Dre                       | 4:26                          |
| 12.                           | "Em Calls Paul" (skit)                                          |                                                                         |                               | 1:11                          |
| 13.                           | "Just Lose It"                                                  | Mathers Young Elizondo Batson Pope                                      | Dr. Dre Elizondo              | 4:08                          |
| 14.                           | "Ass Like That"                                                 | Mathers Young Elizondo Batson Pope                                      | Dr. Dre Elizondo              | 4:25                          |
| 15.                           | "Spend Some Time" (hợp tác với Obie Trice, Stat Quo và 50 Cent) | Mathers Resto Obie Trice Stanley Benton Curtis Jackson King Gary Wright | Eminem Resto [a]              | 5:10                          |
| 16.                           | "Mockingbird"                                                   | Mathers Resto                                                           | Eminem Resto [a]              | 4:10                          |
| 17.                           | "Crazy In Love"                                                 | Mathers Resto Ann Wilson Nancy Wilson Roger Fisher                      | Eminem Resto [a]              | 4:02                          |
| 18.                           | "One Shot 2 Shot" (hợp tác với D12)                             | Mathers Resto Ondre Moore Von Carlisle Denaun Porter Rufus Johnson      | Eminem Resto [a]              | 4:26                          |
| 19.                           | "Final Thought" (skit)                                          |                                                                         |                               | 0:30                          |
| 20.                           | "Encore" / "Curtains Down" (hợp tác với Dr. Dre và 50 Cent)     | Mathers Young Elizondo Batson Pope Jackson                              | Dr. Dre Batson                | 5:48                          |
| Tổng thời lượng:              | Tổng thời lượng:                                                | Tổng thời lượng:                                                        | Tổng thời lượng:              | 77:06                         |

| Encore – Phiên bản cao cấp (đĩa kèm theo) | Encore – Phiên bản cao cấp (đĩa kèm theo) | Encore – Phiên bản cao cấp (đĩa kèm theo) | Encore – Phiên bản cao cấp (đĩa kèm theo) | Encore – Phiên bản cao cấp (đĩa kèm theo) |
| STT                                       | Nhan đề                                   | Sáng tác                                  | Sản xuất                                  | Thời lượng                                |
| ----------------------------------------- | ----------------------------------------- | ----------------------------------------- | ----------------------------------------- | ----------------------------------------- |
| 21.                                       | "We as Americans"                         | Mathers Resto                             | Eminem Resto                              | 4:36                                      |
| 22.                                       | "Love You More"                           | Mathers Resto                             | Eminem Resto                              | 4:44                                      |
| 23.                                       | "Ricky Ticky Toc"                         | Mathers Resto King                        | Eminem Resto                              | 2:49                                      |
| Tổng thời lượng:                          | Tổng thời lượng:                          | Tổng thời lượng:                          | Tổng thời lượng:                          | 89:16                                     |

Ghi chú
- ^[a]  nghĩa là sản xuất bổ sung
- "Love You More" và phiên bản gốc của "We As Americans" bị rò rỉ vào năm 2003 trong album Straight from the Lab (2003).
- Dr. Dre xuất hiện với vai trò khách mời trong "Rain Man", "Just Lose It", và "Ass Like That". Sự xuất hiện của ông trong "Rain Man" được lấy mẫu từ phần đầu tiên của "Bitch Please II" của Eminem năm 2000.
- Fatt Father xuất hiện với vai trò khách mời trong "One Shot 2 Shot".
- "Like Toy Soldiers" sử dụng nhạc mẫu từ "Toy Soldiers" của Martika.
- "Crazy In Love" sử dụng nhạc mẫu từ "Crazy on You" của Heart.
- "Curtains Down" là một tiểu phẩm ở cuối "Encore", trong đó Eminem bắn tất cả mọi người tại buổi hòa nhạc của anh và sau đó tự bắn mình, tiếp theo là giọng nói của một người máy nói "Hẹn gặp lại ở địa ngục, đồ khốn nạn." Một số hình ảnh trong tập sách có nhắc đến điều này.
- Giọng nói của người máy xuất hiện trong "Em Calls Paul" và tiểu phẩm "Curtains Down" là Eminem đang nói chuyện với một Thanh quản nhân tạo.

## Xếp hạng
| Bảng xếp hạng (2004–2005)                | Vị trí cao nhất |
| ---------------------------------------- | --------------- |
| Album Úc (ARIA)                          | 1               |
| Album Úc Hip-Hop/R&B (ARIA)              | 1               |
| Album Áo (Ö3 Austria)                    | 2               |
| Album Bỉ (Ultratop Vlaanderen)           | 2               |
| Album Bỉ (Ultratop Wallonie)             | 8               |
| Album Canada (Billboard)                 | 1               |
| Album Canada R&B (Nielsen SoundScan)     | 1               |
| Album Đan Mạch (Hitlisten)               | 2               |
| Album Hà Lan (Album Top 100)             | 2               |
| Album Châu Âu (Billboard)                | 1               |
| Album Phần Lan (Suomen virallinen lista) | 4               |
| Album Pháp (SNEP)                        | 1               |
| Album Đức (Offizielle Top 100)           | 1               |
| Album Hy Lạp (IFPI)                      | 3               |
| Album Hungaria (MAHASZ)                  | 24              |
| Album Iceland (Tónlist)                  | 13              |
| Album Ireland (IRMA)                     | 1               |
| Album Ý (FIMI)                           | 6               |
| Album Nhật Bản (Oricon)                  | 3               |
| Album Malaysia Quốc tế (RIM)             | 6               |
| Album New Zealand (RMNZ)                 | 1               |
| Album Na Uy (VG-lista)                   | 2               |
| Album Ba Lan (ZPAV)                      | 9               |
| Album Bồ Đào Nha (AFP)                   | 8               |
| Album Scotland (OCC)                     | 2               |
| Album Nam Phi (RISA)                     | 1               |
| Album Tây Ban Nha (PROMUSICAE)           | 3               |
| Album Thụy Điển (Sverigetopplistan)      | 2               |
| Album Thụy Sĩ (Schweizer Hitparade)      | 1               |
| Album Đài Loan (Five Music)              | 5               |
| Album Anh Quốc (OCC)                     | 1               |
| Album Anh Quốc R&B (OCC)                 | 1               |
| Album Hoa Kỳ Billboard 200               | 1               |
| Album Hoa Kỳ Top Rap (Billboard)         | 5               |
| Album Hoa Kỳ Top R&B/Hip-Hop (Billboard) | 1               |

| Bảng xếp hạng (2004)                         | Vị trí |
| -------------------------------------------- | ------ |
| Album Úc (ARIA)                              | 18     |
| Album Úc Hip-Hop/R&B (ARIA)                  | 3      |
| Album Áo (Ö3 Austria)                        | 46     |
| Album Bỉ (Ultratop Flanders)                 | 44     |
| Album Bỉ (Ultratop Wallonia)                 | 58     |
| Album Đan Mạch (Hitlisten)                   | 27     |
| Album Hà Lan (Album Top 100)                 | 53     |
| Album Phần Lan (Suomen virallinen lista)     | 10     |
| Album Pháp (SNEP)                            | 31     |
| Album Đức (Offizielle Top 100)               | 62     |
| Album Ireland (IRMA)                         | 11     |
| Album Ý (FIMI)                               | 47     |
| Album Nhật Bản (Oricon)                      | 72     |
| Album New Zealand (RMNZ)                     | 17     |
| Album Thụy Điển (Sverigetopplistan)          | 58     |
| Album Thụy Điển Tổng hợp (Sverigetopplistan) | 77     |
| Album Thụy Sĩ (Schweizer Hitparade)          | 30     |
| Album Anh Quốc (OCC)                         | 15     |
| Hoa Kỳ Billboard 200                         | 96     |
| Hoa Kỳ Top R&B/Hip-Hop Albums (Billboard)    | 61     |
| Album Toàn cầu (IFPI)                        | 3      |
| Bảng xếp hạng (2005)                         | Vị trí |
| Album Úc (ARIA)                              | 23     |
| Album Úc Hip-Hop/R&B (ARIA)                  | 3      |
| Album Áo (Ö3 Austria)                        | 39     |
| Album Bỉ (Ultratop Flanders)                 | 48     |
| Album Đan Mạch (Hitlisten)                   | 56     |
| Album Hà Lan (Album Top 100)                 | 65     |
| European Albums (Billboard)                  | 15     |
| Album Pháp (SNEP)                            | 151    |
| Album Đức (Offizielle Top 100)               | 37     |
| Album Ý (FIMI)                               | 84     |
| Album Nhật Bản (Oricon)                      | 69     |
| Album New Zealand (RMNZ)                     | 33     |
| Album Thụy Sĩ (Schweizer Hitparade)          | 42     |
| Album Anh Quốc (OCC)                         | 72     |
| Hoa Kỳ Billboard 200                         | 2      |
| Hoa Kỳ Top R&B/Hip-Hop Albums (Billboard)    | 4      |
| Bảng xếp hạng (2007)                         | Vị trí |
| Album Úc Hip-Hop/R&B (ARIA)                  | 34     |
| Bảng xếp hạng (2015)                         | Vị trí |
| Album Úc Hip-Hop/R&B (ARIA)                  | 81     |
| Bảng xếp hạng (2016)                         | Vị trí |
| Album Úc Hip-Hop/R&B (ARIA)                  | 74     |
| Bảng xếp hạng (2017)                         | Vị trí |
| Album Úc Hip-Hop/R&B (ARIA)                  | 75     |
| Bảng xếp hạng (2018)                         | Vị trí |
| Album Úc Hip-Hop/R&B (ARIA)                  | 68     |
| Bảng xếp hạng (2019)                         | Vị trí |
| Album Úc Hip-Hop/R&B (ARIA)                  | 80     |

| Bảng xếp hạng (2000–2009)                 | Vị trí |
| ----------------------------------------- | ------ |
| Album Úc (ARIA)                           | 78     |
| Hoa Kỳ Billboard 200                      | 40     |
| Hoa Kỳ Top R&B/Hip-Hop Albums (Billboard) | 21     |

## Chứng nhận
| Quốc gia | Chứng nhận  | Số đơn vị/doanh số chứng nhận |
| --- | ----------- | ----------------------------- |
| Argentina (CAPIF) | Vàng        | 20.000^                       |
| Úc (ARIA) | 8× Bạch kim | 560.000‡                      |
| Áo (IFPI Áo) | Bạch kim    | 30.000*                       |
| Bỉ (BEA) | Vàng        | 25.000*                       |
| Đan Mạch (IFPI Đan Mạch) | 4× Bạch kim | 80.000‡                       |
| Phần Lan (Musiikkituottajat) | Vàng        | 21,780                        |
| Pháp (SNEP) | 2× Vàng     | 200.000*                      |
| Đức (BVMI) | 3× Vàng     | 450.000‡                      |
| Hy Lạp (IFPI Hy Lạp) | Vàng        | 10.000^                       |
| Ireland (IRMA) | 5× Bạch kim | 75.000^                       |
| Ý (FIMI) doanh số từ năm 2009 | Vàng        | 25.000‡                       |
| Nhật Bản (RIAJ) | Bạch kim    | 250.000^                      |
| México (AMPROFON) | Vàng        | 50.000^                       |
| New Zealand (RMNZ) | 5× Bạch kim | 75.000^                       |
| Na Uy (IFPI) | Bạch kim    | 40.000*                       |
| Ba Lan (ZPAV) | Vàng        | 20.000*                       |
| Bồ Đào Nha (AFP) | Bạc         | 10.000^                       |
| Nga (NFPF) | Bạch kim    | 20.000*                       |
| Nam Phi (RISA) | Bạch kim    | 50.000*                       |
| Tây Ban Nha (PROMUSICAE) | Vàng        | 50.000^                       |
| Thụy Điển (GLF) | Vàng        | 30.000^                       |
| Thụy Sĩ (IFPI) | Bạch kim    | 40.000^                       |
| Anh Quốc (BPI) | 4× Bạch kim | 1,300,000                     |
| Hoa Kỳ (RIAA) | 5× Bạch kim | 5,343,000                     |
| Tổng hợp |             |                               |
| Châu Âu (IFPI) | 2× Bạch kim | 2.000.000*                    |
| * Chứng nhận dựa theo doanh số tiêu thụ. ^ Chứng nhận dựa theo doanh số nhập hàng. ‡ Chứng nhận dựa theo doanh số tiêu thụ và phát trực tuyến. |             |                               |